# Ридеринг
Ридеринг (нем. Riedering) — община в Германии, в земле Бавария. 
Подчиняется административному округу Верхняя Бавария. Входит в состав района Розенхайм.  Население составляет 5507 человек (на 31 декабря 2010 года). Занимает площадь 37,94 км².